# 小溪河镇
小溪河镇，是中华人民共和国安徽省滁州市凤阳县下辖的一个镇。

## 行政区划
小溪河镇下辖以下地区：
小溪河社区、石门山社区、燃灯社区、小溪河村、齐郢村、钟庄村、大庙余村、北夏村、金庄村、小岗村、梨园村、前洪村、前缪村、姚湾村、乔山村和安徽省国营管店林生活区。

## 名人
- 朱元璋（1328年－1398年）：明朝开国皇帝。